# Stephen Kelman

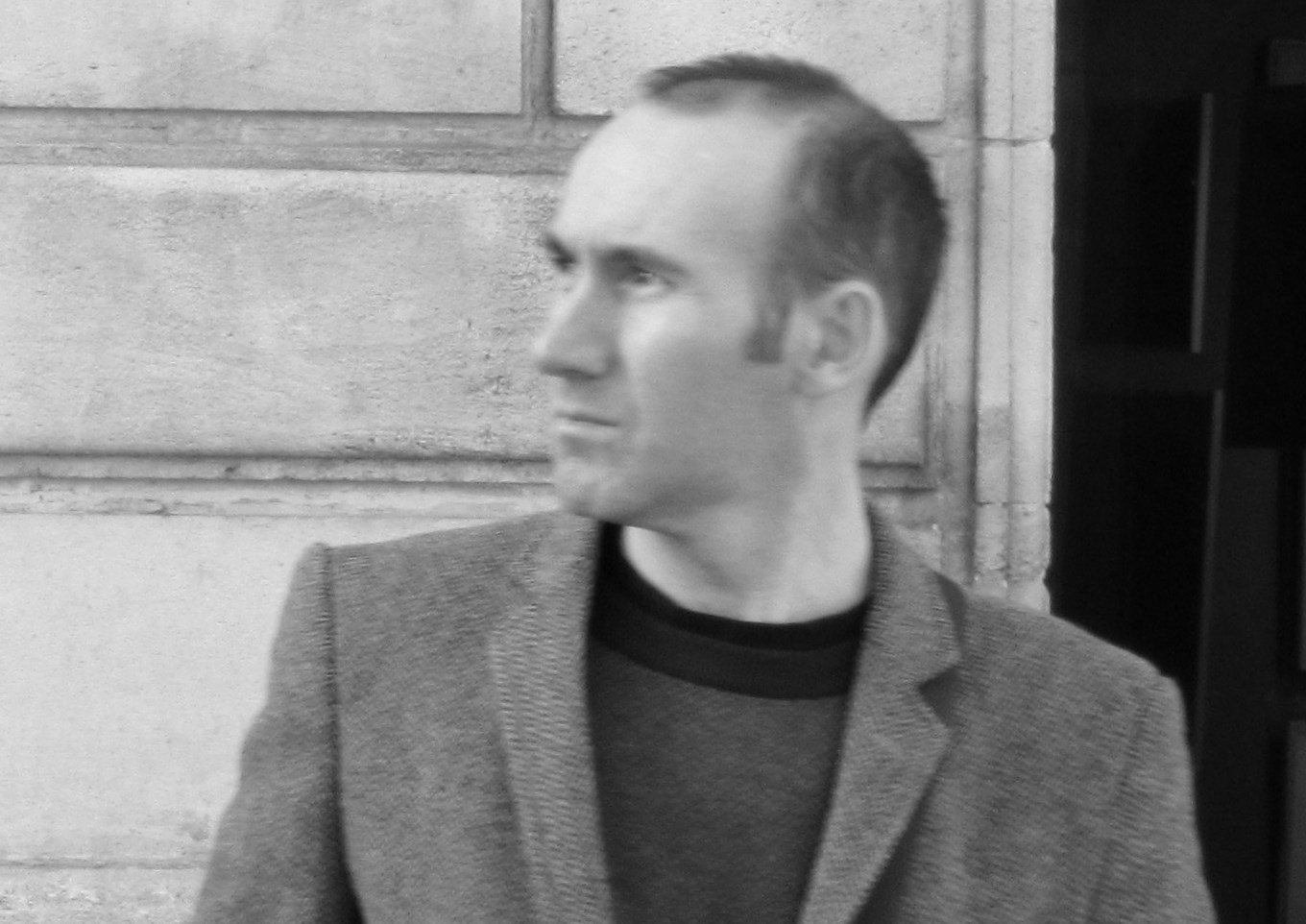
Stephen Kelman (2012)

Stephen Kelman (geboren  1976 in Luton) ist ein britischer Schriftsteller.

## Leben
Stephen Kelman kommt aus einfachen Verhältnissen. Er studierte Marketing an der University of Bedfordshire und jobbte danach als Lagerarbeiter, Altenpfleger und Verwaltungsangestellter. Seit 2005 versuchte er sich als Script-Schreiber für Fernsehproduktionen. Sein Romandebüt Pigeon English kam 2011 gleich auf die Short-List des Man Booker Prize und bei anderen Literaturpreisen. 2015 veröffentlichte er seinen zweiten Roman.

## Werke
- Pigeon English. London : Bloomsbury, 2011
  - Pigeon English : Roman. Aus dem Englischen von Clara Drechsler und Harald Hellmann. Berlin : Berlin-Verlag, 2011
- Man on Fire. London : Bloomsbury, 2015